# Robert Arundell

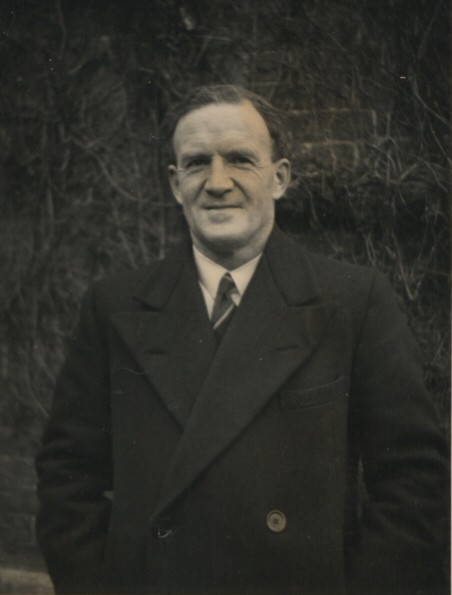
Sir Robert Arundell

Sir Robert Duncan Harris Arundell, KCMG, OBE (* 22. Juli 1904 in Lifton, Devon, England; † 24. März 1989 in Taunton, Somerset, England) war ein britischer Offizier und Kolonialbeamter, der unter anderem zuletzt Brigadier sowie zwischen 1953 und 1959 Gouverneur von Barbados war.

## Leben
Robert Duncan Harris Arundell, Sohn von Constantine Harris Arundell (1862–1945) und dessen Ehefrau Katherine Juliana (1865–1957), deren Vater der anglikanische Geistliche und Rektor der Church of England von North Tawton, Reverend Robert Hole war. Nach dem Besuch der 1604 gegründeten Blundell’s School in Tiverton absolvierte er ein Studium am Brasenose College der University of Oxford. Er trat daraufhin in den kolonialen Verwaltungsdienst (Colonial Administrative Service) ein und fand in den folgenden Jahren verschiedene Verwendungen. Während des Zweiten Weltkrieges wurde er zum Militärdienst zur British Army abgeordnet und erhielt zunächst den zeitlich befristeten Rang als Temporary Lieutenant-Colonel sowie am 3. März 1943 den kommissarischen Dienstgrad als Acting Colonel. Für seine Verdienste wurde er 1943 Officer des Order of the British Empire und erhielt am 3. September 1943 den kriegsdienstbezogenen Dienstgrad als War Substantive Lieutenant-Colonel sowie zeitgleich den befristeten Rang als Temporary Colonel. Bei Kriegsende war er zwischen 1944 und 1945 Leitender Offizier für zivile Angelegenheiten der Streitkräfte im Mittleren Osten (Chief Civil Affairs Officer, Middle East Force) und erhielt in dieser Funktion am 15. Februar 1945 auch den befristeten Rang als Temporary Brigadier.
Nach Kriegsende war Arundell von 1946 bis 1948 als Vertreter Großbritanniens Residierendes Mitglied in der Karibischen Kommission (Caribbean Commission) in Washington, D.C. und wurde für seine Verdienste 1947 zum Companion des Order of St Michael and St George (CMG) ernannt. Er übernahm daraufhin 1948 von Sir Arthur Grimble den Posten als Gouverneur der Windward Islands. Er hatte diesen bis 1953 inne und wurde daraufhin von Edward Beetham abgelöst. Im Zuge der sogenannten „Birthday Honours“ wurde er am 8. Juni 1950 als Knight Commander des Order of St Michael and St George (KCMG) geadelt, so dass er fortan das Prädikat „Sir“ führte.
Sir Robert Arundell wurde daraufhin am 14. Mai 1953 neuer Gouverneur von Barbados und damit Nachfolger von Sir Alfred Savage. Er war zugleich kraft Amtes Oberkommandierender der dortigen britischen Truppen und bekleidete diese Posten bis zum 1959, woraufhin Sir John Montague Stow am 8. Oktober 1959 neuer Gouverneur wurde. Während einer Ortsabwesenheit von Patrick Buchan-Hepburn, 1. Baron Hailes war er zudem 1959 für kurze Zeit kommissarischer Generalgouverneur der Westindischen Föderation, die vom 3. Januar 1958 bis zum 31. Mai 1962 existierte. 1962 fungierte er noch für einige Zeit als Delimitation Commissioner von Sansibar und war damit für Grenzfragen, insbesondere für Wahlkreisgrenzen zuständig.
Am 14. November 1929 heiratete er Joan Ingles, Tochter von John Alexander Ingles (1875–1934), einem Captain der Royal Navy, und Annie Marie Dease (1888–1954), sowie Enkelin von Rear-Admiral John Ingles. Aus dieser Ehe ging der Sohn John Richard Harris Arundell (* 1932) hervor.